# Teatro del sud-est asiatico della seconda guerra mondiale
Il Teatro del sud-est asiatico della seconda guerra mondiale è l'insieme delle campagne e delle operazioni militari svoltesi durante la Guerra del Pacifico nei territori della Birmania, nella porzione orientale dell'India, nell'Indocina, in Malaysia, nella città di Singapore, e in Thailandia, affiancate da combattimenti aeronavali che coinvolsero anche le isole di Sri Lanka e del Madagascar. Le battaglie videro da una parte il Giappone, stato firmatario del Patto Tripartito, contro il Regno Unito, il Regno dei Paesi Bassi e il dominion dell'Australia, coadiuvati da truppe e comandanti statunitensi. Anche la Repubblica di Cina guidata dal Governo nazionalista di Chiang Kai-shek fornì supporto in termini di uomini, riorganizzati e riequipaggiati dagli americani.
Il teatro operativo si aprì l'8 dicembre 1941 quando l'Impero giapponese, a seguito del devastante attacco di Pearl Harbor, si lanciò alla conquista del Sud-Est asiatico colonizzato da Regno Unito e Paesi Bassi cogliendo ovunque successi e schiantando le successive e disorganizzate resistenze degli Alleati. Alla data del 15 maggio 1942, il Giappone si era impossessato di vastissime distese, ricche di giacimenti di petrolio, minerali e altre risorse necessarie alla sua industria bellica; si impegnò dunque a rafforzare le posizioni raggiunte per condurre una guerra di logorio contro gli Alleati, ma i tentativi di sfondare in India o in Cina fallirono. L'anno 1942 vedeva inoltre il crollo delle ambizioni nipponiche con la disfatta a Midway e il passaggio dell'iniziativa in mano alleata.
Già nella prima metà del 1943 il potenziale militare giapponese si era ridotto nell'Oceano Indiano, mentre in Birmania i nipponici subivano un continuo stillicidio di uomini e mezzi e venivano respinti dalle frontiere indiane. Il deteriorarsi del conflitto nel Pacifico, che vedeva catastrofi sempre più gravi abbattersi sulle forze armate imperiali, causò il trasferimento di alcune unità in quel teatro. Il 1944 vedeva i giapponesi in lenta ritirata dalla Birmania, premuti dalle forze anglo-cino-indiane, che nell'aprile dell'anno successivo liberavano il paese: in contemporanea venivano progettate operazioni anfibie da condursi contro Singapore.
Ormai le forze militari giapponesi erano in totale stato di disorganizzazione e a corto di ogni risorsa: ciononostante, anche dopo l'annuncio della resa senza condizioni firmata il 2 settembre 1945, continuarono sporadici combattimenti. Le operazioni nel sud-est asiatico si conclusero definitivamente il 9 settembre 1945.

## Successi iniziali dell'Impero giapponese
Gli Alleati soffrirono molte sconfitte e perdite nei primi sei mesi di guerra contro il Giappone. Un primo rude colpo fu subito il 10 dicembre 1941, quando due grandi navi da battaglia britanniche, l'HMS Repulse e la HMS Prince of Wales, che due giorni prima avevano lasciato l'ancoraggio a Singapore per attaccare ipotetici convogli nipponici sulle coste malesi, furono affondate nel golfo di Kuantan, a est della penisola malese, da apparecchi giapponesi decollati dall'Indocina: in questo modo le possibilità alleate di battersi efficacemente sul mare venivano ridotte al minimo, mentre al contempo era stato inflitto un brutale scacco all'orgoglio e al prestigio inglesi.
La Thailandia (nota anche come Siam) era da tempo sotto l'influenza politica nipponica, più o meno da quando l'Impero del Sol Levante era intervenuto come mediatore tra la prima e la Francia per dirimere le questioni successive la guerra combattuta tra i due paesi. Perciò quando truppe dell'esercito imperiale sbarcavano l'8 dicembre 1941 a Singora incontravano resistenze poco più che simboliche, tanto che poco dopo il paese si sottometteva all'occupante; il 21 dicembre 1941 la Thailandia si alleava al Giappone, ottenendo qualche ingrandimento territoriale a spese della Malaysia.
Sempre l'8 dicembre, con un rovinoso bombardamento aereo, il Giappone iniziava l'attacco alla città di Hong Kong, tra le più note e importanti colonie inglesi: la resistenza anglo-canadese veniva stroncata dopo un'aspra battaglia il 25 dicembre, consegnando tutto il territorio ai giapponesi, che si abbandonarono ad alcuni massacri e saccheggi.

### Malesia e Singapore
Colonie inglesi di fondamentale importanza strategica, la Malaysia e Singapore rientravano nei piani d'espansione giapponesi, che ne affidarono la conquista alla 25ª Armata del generale Tomoyuki Yamashita. Egli sbarcò il 9 dicembre sulle coste settentrionali della Malesia, presso Kota Bharu e Patani, e subito si diresse a sud, nelle giungle e tra le paludi, che caratterizzano la penisola malese. I comandanti inglesi si stupirono che i giapponesi andassero volontariamente a impantanarsi in quelle regioni insalubri, tenuto conto che avevano effettivi relativamente bassi (circa 30 000 uomini) in confronto ai quasi 90 000 soldati di cui le due colonie disponevano per difendersi. Ma i britannici non consideravano che questa massa combattente era eterogenea, male armata, supportata moderatamente dall'aviazione e priva di carri armati; i giapponesi al contrario spiegavano decine di carri leggeri e artiglierie di medio calibro che potevano muoversi anche in ambienti estremi come la giungla, senza contare il vasto appoggio aereo di cui godevano.
A causa dunque della maggiore ed insospettata preparazione nipponica le teste di ponte non incontrarono difficoltà alcuna a rafforzarsi, riunirsi e lanciarsi verso l'interno, sbaragliando contingenti indiani posti a protezione di aeroporti vicini. I giapponesi progredirono di conquista in conquista e di vittoria in vittoria, contrastati vanamente da truppe indiane che spesso fuggivano alla vista dei carri armati avversari. Il 6 gennaio 1942 il fronte distava meno di 400 chilometri da Singapore, il 7 gli inglesi, al comando supremo del generale Archibald Wavell, organizzarono una linea difensiva a neanche 200 chilometri dalla città. La pressione giapponese era però incontenibile, e dal 23 gennaio i reparti anglo-indo-australiani iniziarono a ripiegare a Singapore.
Si ebbero anche tensioni tra John Curtin, primo ministro australiano, e Winston Churchill: il primo era venuto a sapere che lo statista inglese meditava di abbandonare Singapore per concentrarsi sulla difesa dell'India e della Birmania. Lo scambio di messaggi assunse toni minacciosi, in quanto Curtin temeva a ragione che la caduta della Malesia avrebbe aperto ai giapponesi le porte sul continente: dichiarò dunque che una ritirata sarebbe stato «... un tradimento ingiustificabile»; Churchill ritrattò allora le sue posizioni, inviando a Wavell il seguente telegramma: «Resistere a qualunque costo!».
Nel frattempo, il ripiegamento alleato era continuato, e il 1° di febbraio esso ebbe termine, quando fu fatto saltare l'argine che collegava l'isola alla Malaysia. La situazione era drammatica: le truppe erano ammassate senza ordine, e le condizioni della popolazione, già provata da due bombardamenti nipponici, faceva presagire il rischio di epidemie. Inoltre i giapponesi iniziarono a cannoneggiare da terra Singapore, mentre lanciavano continue incursioni aeree: tale preparazione durò una settimana, poi i soldati imperiali a bordo di chiatte riuscirono a porre piede a terra, l'8 febbraio 1942, in una zona della costa fittamente coperta da mangrovie, presidiata dai soli australiani, che non seppero respingerli; l'11 febbraio i giapponesi avevano conquistato metà isola. Il 13 gli ufficiali di più alto rango riconobbero che ormai non vi era più speranza, e il mattino del 15 febbraio iniziarono le trattative tra Yamashita e Percival, che condussero alla fine dei combattimenti alle ore 20.30 del 15 febbraio 1942: la potenza inglese in Estremo Oriente aveva subito una catastrofe senza precedenti, l'impero asiatico era perduto e i giapponesi avevano dimostrato impensabili capacità tattico-strategiche oltre ad armamenti moderni.

### Il raid giapponese nell'Oceano Indiano

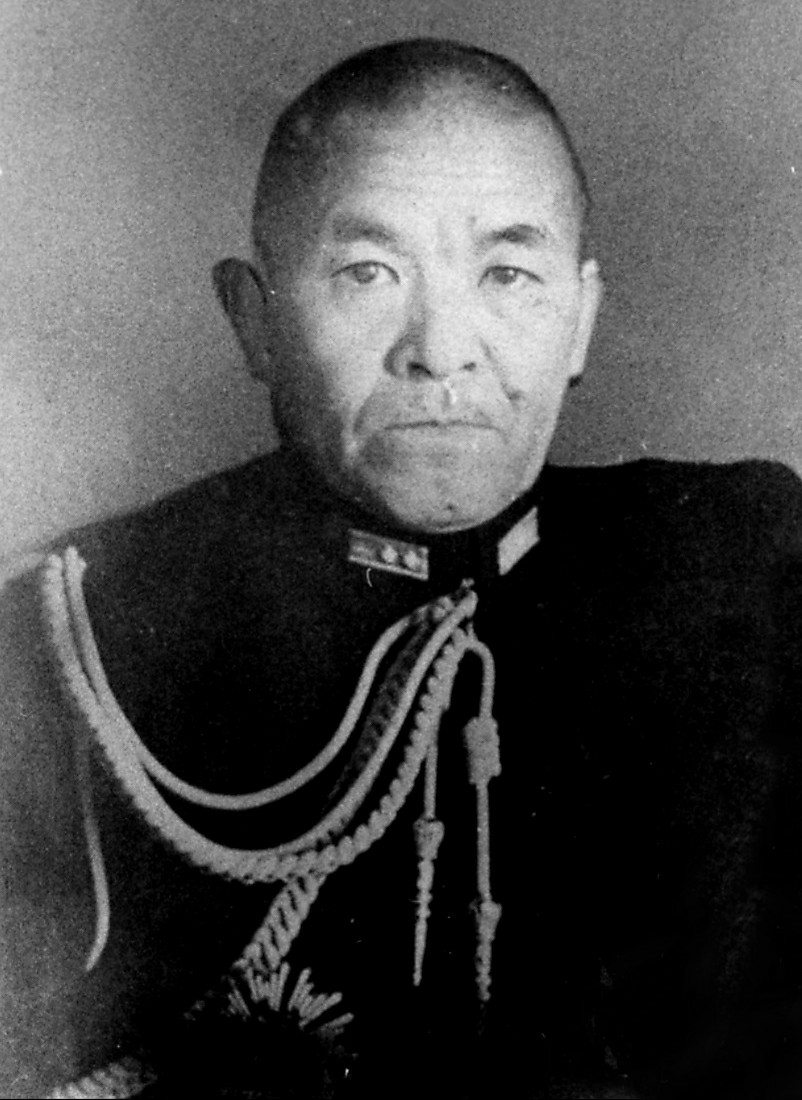
Il viceammiraglio Chūichi Nagumo, comandante delle forze giapponesi durante l'attacco di Pearl Harbor

L'invasione della Birmania richiese che gran parte dei rifornimenti necessari alle truppe giapponesi che stavano risalendo le valli dei principali fiumi della regione provenissero dal mare: si sviluppò così un intenso traffico di navi trasporto e mercantili nipponiche nelle acque settentrionali dell'Oceano Indiano. Era ovvio che tale viavai di navi avrebbe offerto agli inglesi la possibilità di attaccarle, ottenendo in tal modo due risultati: inficiare l'operatività delle colonne giapponesi in Birmania e ristabilire la fiducia e la combattività degli uomini, scosse dalle recenti disfatte in Malaysia e di Singapore. Perciò fin dai primi di marzo la flotta imperiale distaccò una portaerei, 3 incrociatori e 6 cacciatorpediniere, che coprirono gli sbarchi effettuati l'11 vicino a Rangoon e il 12 a Sebang, nell'isola di Sumatra.
Dal canto loro i britannici furono allarmati dalla nuova espansione nipponica e dalle operazioni in corso nell'oceano, che minavano la sicurezza e la tranquillità delle loro rotte. Fu dunque inviato nel settore l'ammiraglio Somerville che assunse il comando della squadra inglese, composta da 3 portaerei (una delle quali obsoleta), 5 corazzate risalenti all'inizio del secolo, 8 incrociatori (due di questi erano olandesi con ridotta capacità bellica) e 15 cacciatorpediniere vecchi di quasi trent'anni: come si vede la flotta britannica era numerosa ma non moderna, e difettava grandemente del supporto aereo, limitato ad antiquati velivoli. Ciononostante i giapponesi non rimasero indifferenti a queste forze navali, e destinarono all'Oceano Indiano le due corazzate dell'ammiraglio Nobutake Kondō (Kongo e Haruna) affiancate dalla flotta dell'ammiraglio Nagumo, priva però della portaerei Kaga, in riparazione. La flotta nipponica, un totale di 5 portaerei, 4 corazzate, 3 incrociatori e 9 cacciatorpediniere, salpò il 26 marzo 1942.

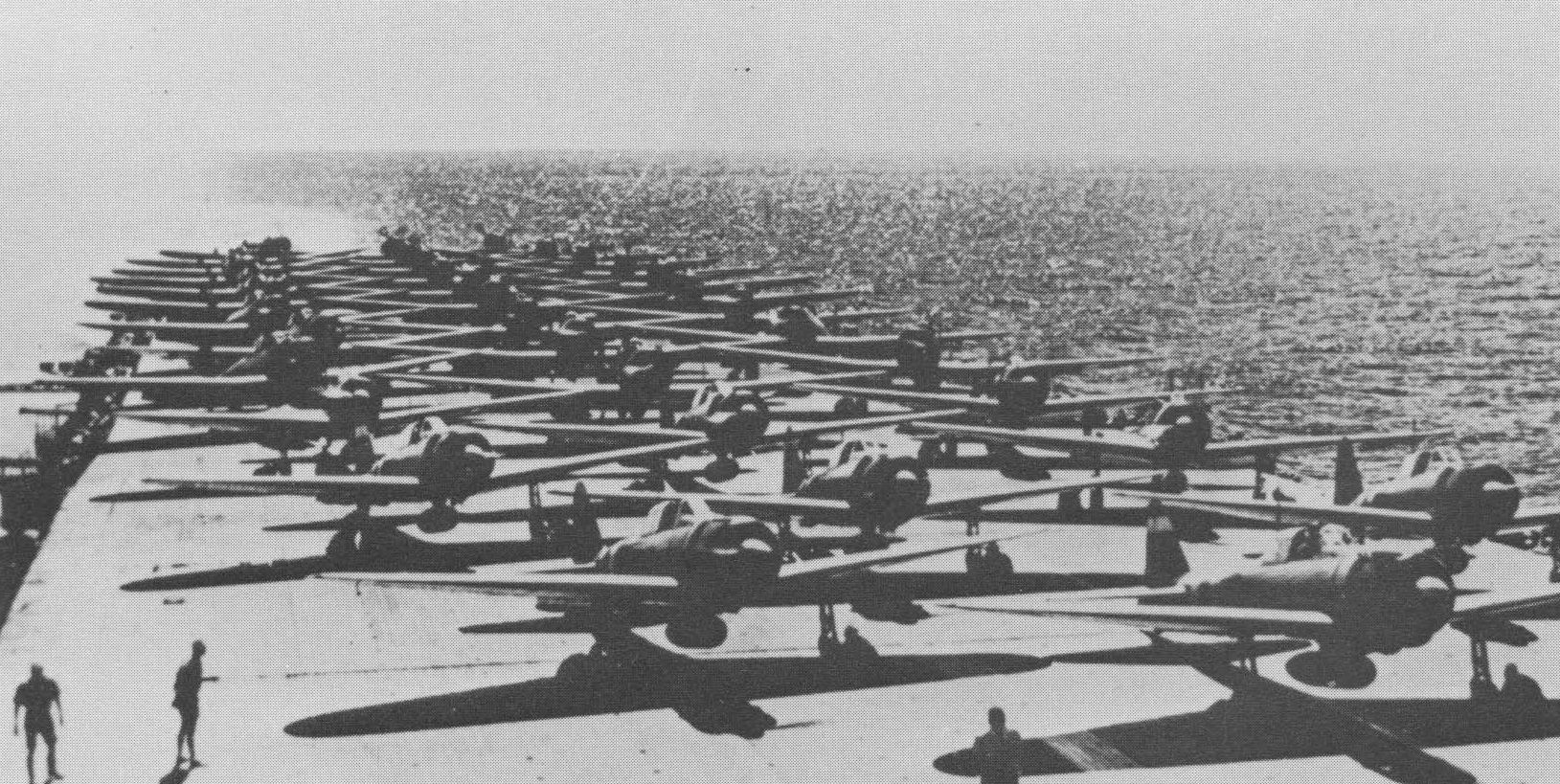
Uno squadrone di caccia Mitsubishi A6M pronti per il decollo dal ponte della portaerei Zuikaku

I giapponesi miravano al fattore sorpresa per ottenere una schiacciante vittoria, ma essi furono avvistati dapprima negli ultimissimi giorni del mese, e poi il 4 aprile da un idrovolante, ma Kondō decise di proseguire la missione, sentendosi sufficientemente forte. Il mattino successivo 200 apparecchi delle portaerei decollarono e bombardarono Colombo, sull'isola di Ceylon, ma affondarono solo naviglio da trasporto o ausiliare, e solo 12 aerosiluranti inglesi furono abbattuti in volo. Mentre i nipponici rientravano sulle loro basi galleggianti, due incrociatori inglesi furono avvistati, attaccati e affondati da altri 80 bombardieri in picchiata.

Impressionato da tali attacchi e certo che i giapponesi miravano alla sola distruzione della sua flotta, Somerville rifiutò il combattimento e disperse le sue navi nelle basi inglesi sulla costa africana del Kenya o nei porti indiani, in attesa di tempi più propizi alle armi britanniche. Nel campo opposto, l'ammiraglio Kondō desiderava ardentemente eliminare del tutto la squadra inglese nel settore, ma disperava ormai di poterla scovare: decise dunque di attaccare la base di Trincomalee, nel nord-est di Ceylon, per attirare le navi avversarie. Le manovre di avvicinamento furono però scoperte dagli inglesi, e il 9 aprile, quando l'ondata di 125 aerei giapponesi stava già dirigendosi sul porto, fu attaccata da 11 caccia Hawker Hurricane; il bombardamento fu simile a quello di Colombo e non produsse risultati decisivi. Nel frattempo una seconda ondata di apparecchi era partita all'attacco della vecchia portaerei leggera Hermes scortata da un cacciatorpediniere, avvistati 70 miglia a sud dell'isola: le due navi furono affondate senza scampo.

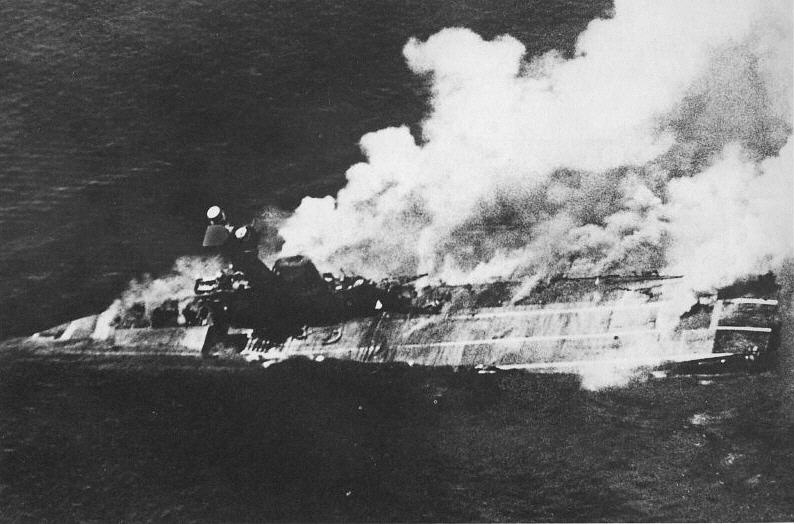
La HMS Hermes affonda, colpita gravemente dai bombardieri in picchiata Aichi D3A giapponesi

Se tatticamente la vittoria era dei giapponesi, dal punto di vista strategico non si poteva affermare ciò: la flotta inglese era sfuggita loro e le basi su Ceylon avevano subito danni importanti ma non vitali. Ciononostante la flotta imperiale aveva dato un ennesimo assaggio della sua preparazione e della professionalità dei propri equipaggi; inoltre il traffico inglese nell'area fu da allora sotto la minaccia di un ritorno dei giapponesi. Infine bisognava considerare che erano comunque state affondate diverse navi avversarie.

#### Altre azioni relative e conseguenti la scorreria giapponese
Nell'aprile 1942, anche la città di Madras sulla costa orientale indiana venne bombardata dagli aerei nipponici. Le famiglie più facoltose vennero così evacuate per timore di altri bombardamenti.
Nel 1942 in preparazione di una possibile invasione giapponese, l'impero britannico iniziò a intraprendere dei lavori atti a migliorare la strada tra Kodaikanal e Munnar per facilitarne l'uso come direttrice di evacuazione da Kodaikanal lungo la cresta sud delle colline Palani verso Top Station. Le strade esistenti poi continuavano verso Munnar e oltre, in direzione di Cochin, dove navi britanniche sarebbero state disponibili per l'evacuazione dell'India.

#### Occupazione delle isole Andamane e Nicobare

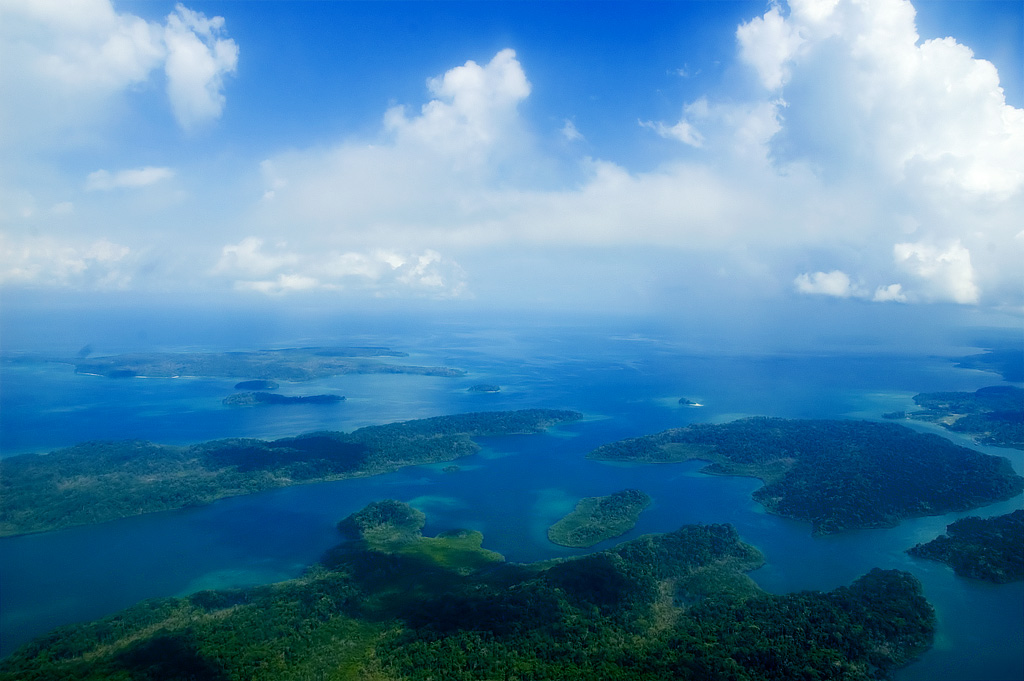
Le isole di Andamane e Nicobare oggi

Le isole di Andamane e Nicobare (8 293 km² su 139 isole) sono un gruppo di isole situate nel Golfo del Bengala e distano 780 miglia da Calcutta, 740 miglia da Chennai e 120 miglia da Capo Nargis in Birmania. Il 23 marzo 1942 l'Impero giapponese sbarcò truppe nelle Isole Andamane, che furono subito occupate non essendovi una guarnigione, e anche le Nicobare furono prese senza combattere: i due arcipelaghi rimasero in mani nipponiche fino alla fine della guerra.
Il 29 dicembre del 1943, il controllo politico delle isole passò teoricamente al governo dell'India Libera del dittatore bengalese Subhas Chandra Bose. Bose visitò Port Blair mettendo in evidenza la bandiera dell'esercito indiano. Dopo la partenza di Bose i giapponesi continuarono le loro azioni che portarono all'occupazione delle isole Andamane, e la sovranità dell'Arzi Hukumat Hind-e fu in gran parte fittizia. Le isole stesse furono ridenominate "Shaheed" e "Swaraj", rispettivamente "martire" e "autogoverno". Bose pose le isole sotto il governo del tenente colonnello A.D. Loganathan, ma vedeva comunque limitato il coinvolgimento nell'amministrazione del territorio.

## Campagna di Birmania
Eventi in ordine cronologico:

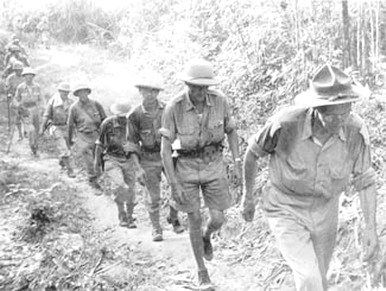
Truppe statunitensi in marcia nella giungla della Birmania; in testa alla colonna il generale Joseph Stilwell.

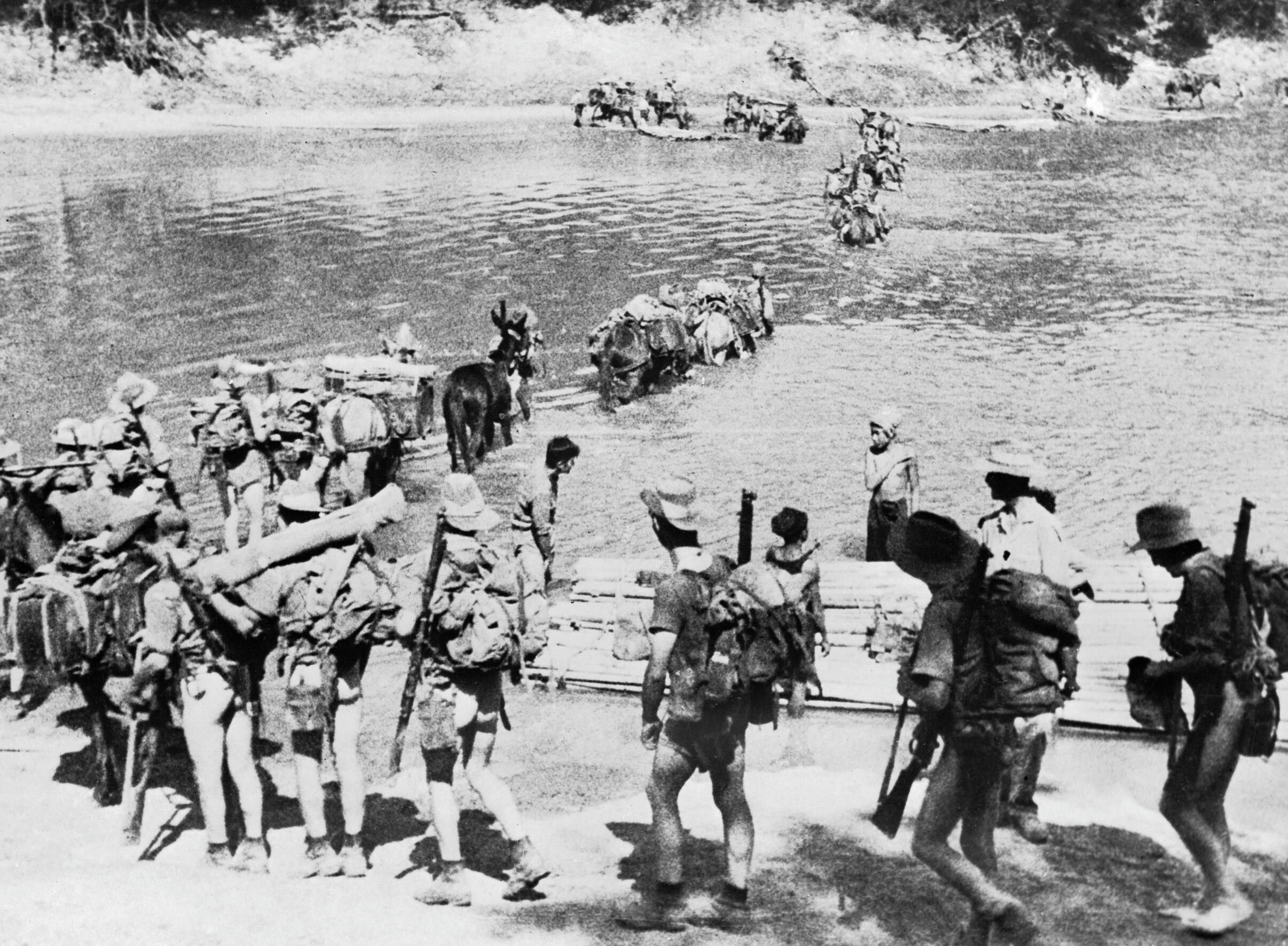
Chindits in marcia

- Ritiro delle forze della Birmania;
- Formazione della 14ª armata britannica (la cosiddetta "Forgotten Army", armata dimenticata);
- La Campagna di Arakan;
- Attacco giapponese dell'India;
- Offensiva alleata

### Forze USA nei teatri di Cina e Birmania
- Northern Combat Area Command (NCAC)
- Tigri Volanti
- Fourteenth Air Force
- Tenth Air Force
- Twentieth Air Force (Operazione Matterhorn)
- I Merrill's Marauders, (predoni di Merrill) un'unità della consistenza di una brigata inviata dietro le linee giapponesi per distruggere le comunicazioni e i rifornimenti.
- Supporto logistico aereo alleato e anche indiano verso la Repubblica di Cina
- La strada di Ledo, nell'Assam, costruita a partire dai primi mesi del 1944, ma comunque di secondaria importanza rispetto ai ponti aerei
- 5307ª unità composita (provvisoria)

Uno dei maggiori sforzi logistici sostenuti durante la guerra fu il "flying the Hump" (volando oltre la gobba), ovvero un ponte aereo che sorvolando l'Himalaya riforniva i cinesi e le truppe anglo-indiane rimaste isolate nel nord della Birmania, coadiuvato in questo dal ponte aereo ABC: le due linee di approvvigionamento aereo nacquero per sostituire la strada della Birmania, tagliata dai giapponesi fin dal 29 aprile 1942 in due punti.

## Guerra aerea nel sud-est asiatico

### Formazioni impiegate
- Forze aeree della RAF per l'Estremo oriente
- Third Tactical Air Force della RAF

### Azioni salienti
- Bombardamenti del Sud-est asiatico, 1944-45

### Decorazioni
onori di battaglia della RAF (menzioni conferite per le azioni compiute):
- SRY LANKA 1942

Motivazione: Per le operazioni contro le forze aeree e le forze navali giapponesi da parte degli squadroni con base nell'isola di Sri Lanka durante gli attacchi giapponesi dell'aprile del 1942.
- BIRMANIA 1944-1945

Motivazione: Per le operazioni durante l'avanzata della 14ª armata da Imphal a Rangoon, per l'assalto anfibio sulla costa, e per il successo nella battaglia di Pegu Yomas, da agosto del 1944 fino ad agosto del 1945.

## Campagna navale dell'Oceano Indiano 1942 - 1945
I primi successi furono colti con la posa di mine e la guerra sottomarina. La capacità dragamine giapponese non fu mai grande, sia per la scarsa disponibilità di mezzi che per l'obsolescenza degli stessi; in particolare la bonifica dei tratti di mari si rivelò difficile con l'apparizione di nuovi tipi di mine: i trasporti giapponesi vennero perciò fatti passare lontano dalla costa della Birmania e sottomarini inglesi basati a Ceylon approfittarono della situazione per operare contro il traffico navale giapponese.
Fu solo dopo che la guerra in Europa stava raggiungendo il termine che grandi forze britanniche furono spedite di nuovo verso l'Oceano Indiano. In seguito alla neutralizzazione della flotta tedesca alla fine del 1943 e all'inizio del 1944, le forze dell'Home Fleet furono rese disponibili, e il successo dell'Operazione Overlord, nel giugno del 1944 significò una disponibilità ancora più massiccia di mezzi per operazioni di assalto anfibio.
Il 24 gennaio 1945 alcune portaerei inglesi resesi disponibili vennero inviate a Sumatra per distruggere gli impianti di estrazione e raffinazione del petrolio di Palembang (Operazione Meridiana) che fornivano ai giapponesi i tre quarti del carburante necessario loro: all'attacco partecipò anche l'USS Saratoga prestata dagli americani. Le installazioni, pesantemente danneggiate, furono di nuovo bombardate il 29 gennaio, facendo così cadere la produzione al 25%. I problemi di rifornimento di carburante che da tempo affliggevano l'Impero giapponese a causa del blocco navale americano si aggravarono. L'attacco aereo finale venne portato mentre le portaerei erano in rotta per Sydney per diventare la allora costituenda British Pacific Fleet.
Dopo la partenza delle navi e dei mezzi più moderni l'ossatura della flotta degli Alleati a presidio dell'Oceano Indiano era costituita da portaerei di scorta e corazzate antiquate. Cionondimeno, durante questi mesi vennero iniziate delle importanti operazioni nell'ottica della riconquista della Birmania, compresi gli sbarchi nelle isole Ramree, ad Akyab e vicino a Rangoon.

## Struttura dei comandi

### Struttura del comando Alleato
All'inizio della guerra due comandi britannici avevano la responsabilità della protezione delle colonie nel teatro: l'India Command sotto il generale Sir Archibald Wavell, nelle vesti di comandante in capo dell'esercito indiano, e il Comando dell'Estremo Oriente Britannico (British Far East Command, BFEC), dapprima sotto il maresciallo dell'aria Robert Brooke-Popham e a partire dal 23 dicembre 1941 passato al tenente generale Sir Henry Royds Pownall.
Il comando indiano era il responsabile dell'India britannica, dello Sri Lanka britannico, e di alcune zone di confine con la Birmania. Il comando dell'Estremo Oriente aveva base in Singapore, ed era responsabile di Hong Kong, Malesia, Singapore, Birmania, altri possedimenti in Indonesia e nelle Salomone.
Un mese dopo la dichiarazione di guerra al Giappone, avvenuta il 7 dicembre del 1941, i governi alleati nominarono il comandante in capo dell'esercito indiano, sir Archibald Wavell, comandante supremo alleato del "Comando Americano-Britannico-Olandese-Australiano" (American-British-Dutch-Australian Command - ABDA) con responsabilità estesa dalla Birmania alle Indie Orientali Olandesi.
Tuttavia, i successi ottenuti dal Giappone il mese successivo divisero in due il territorio sotto la responsabilità delle forze dell'ABDA. Successivamente le forze in Birmania furono trasferite sotto la responsabilità del comando indiano, ed il 25 febbraio del 1942 Wavell si dimise da comandante dell'ABDA e riprese il ruolo di comandante in capo dell'esercito indiano. La responsabilità del sud-ovest del Pacifico passò al generale statunitense Douglas MacArthur, che diventò così il Supremo comandante alleato del sud-ovest del Pacifico (Supreme Allied Commander South West Pacific - SACSWP).
Dal febbraio del 1942 fino al novembre del 1943 il Comando in India ebbe la responsabilità del teatro del sud-est asiatico. Il generale Wavell fu nominato viceré dell'India e il generale Claude Auchinleck diventò Comandante in Capo dell'India Command il 20 giugno del 1943. Nell'agosto del 1943 gli alleati crearono un nuovo comando, il Comando del sud-est asiatico che aveva la responsabilità dell'intero teatro.
La riorganizzazione del comando del teatro durò due mesi. Il 4 ottobre, Winston Churchill, nominò l'ammiraglio lord Louis Mountbatten comandante supremo del comando del sud-est asiatico. Il generale statunitense Joseph Stilwell era invece il vice comandante supremo alleato. Il 15 novembre Auchinleck passò le consegne per la condotta delle operazioni nel teatro a Mountbatten.
Stilwell, soprannominato Vinegar Joe (aceto) per il suo carattere aspro, era una personalità molto indipendente e si mise in forte contrasto con Chiang Kai-shek, da Stilwell soprannominato invece Peanut (nocciolina) e ridicolizzato quando possibile anche per la forte influenza di sua moglie.
Le terre dove furono effettuate le prime operazioni da parte del comando del sud-est asiatico inclusero India, Birmania, Sri Lanka e Malaysia.
Le operazioni compiute dai giapponesi permisero l'occupazione di Sumatra, della Thailandia e dell'Indocina. Inizialmente il SEAC aveva sotto il suo comando:
- la British Eastern Fleet, basata a Ceylon;
- l'11th Army Group, le forze terrestri del Commonwealth con in quartier generale basato a Nuova Delhi;
- il quartier generale dell'aeronautica per l'India, anch'esso a Nuova Delhi;
- il Teatro di Cina-Birmania-India (China Burma India Theater o CBI), comprendente tutte le forze statunitensi nel teatro con quartier generale nella stessa città.

Nell'ottobre 1944, il CBI fu diviso in US Forces China Theater (USFCT) e India-Burma Theater (USFIBT).
Nel 12 novembre del 1944 l'11º gruppo di armate venne ridesignato ALFSEA, combinando le forze del Commonwealth e le forze USA, con quartier generale a Kandy. Il 1º dicembre venne spostato a Barrackpore, India.
Il 15 agosto del 1945 la responsabilità per i resti delle indie olandesi fu trasferita al SEAC. Il SEAC si sciolse il 30 novembre 1946.

#### 11º gruppo di armate
L'11º gruppo di armate (Novembre 1943 – 12 novembre, 1944) era sulla carta la principale forza da combattimento del Commonwealth nel Sud Est asiatico e comprendeva:
- 14ª armata britannica;
- armata britannica dello Sry Lanka;
- Il Northern Combat Area Command sotto il comando di Joseph Stilwell.

Il 12 novembre 1944 il comando fu rinominato Allied Land Forces South East Asia, sempre dipendente dal SEAC, in quanto si capì che un comando interalleato sarebbe stato più efficace che uno interamente britannico. I problemi di comando tra il generale Stilwell e i capi di stato maggiore riuniti contribuirono al cambiamento.

### Struttura del comando giapponese
Le unità dell'esercito giapponese controllavano i territori del Sud-est asiatico e del Pacifico sudoccidentale congiuntamente con il comando della Forza di spedizione meridionale con quartier generale a Saigon, in Indocina. Il complesso di forze fu posto al comando del maresciallo conte Hisaichi Terauchi, che rimase in carica per tutta la durata del conflitto. I giapponesi schierarono anche forze della Forza dei mari del Sud combinate anche con le forze della "Forze da sbarco speciali". I comandi nipponici dell'esercito del sud erano:
- 14ª armata;
- 15ª armata;
- 16ª armata;
- 25ª armata

Le armate riunivano undici divisioni di fanteria, sei brigate di fanteria indipendenti, sei reggimenti corazzati, artiglierie varie e truppe di supporto. I giapponesi utilizzavano ampiamente delle biciclette che permisero loro di muoversi rapidamente su grandi distanze.

## La riconquista della Birmania
Le forze Alleate, comprendenti le unità terrestri britanniche e cinesi e le forze aeree statunitensi e britanniche, avevano come obiettivo di riaprire le comunicazioni terrestri tra India e Cina attraverso la Birmania, come definito nella Conferenza di Casablanca del gennaio 1943 attraverso un'operazione anfibia chiamata Anakim. Nei fatti questa operazione, che si basava per le forze di terra soprattutto sulla creazione di una forza d'attacco di due o tre divisioni cinesi ben addestrate ed equipaggiate con materiale occidentale da concentrare nella provincia cinese dello Yunnan e su una cooperazione britannica oltre che su forze aeree e rifornimenti statunitensi, non venne seriamente attuata dai diretti interessati; anche il generale Chennault, comandante dapprima delle Tigri Volanti e poi della Fourteenth Air Force si adoperò perché i rifornimenti statunitensi venissero finalizzati alle operazioni aeree piuttosto che alle forze terrestri cinesi, e questo contribuì a minare il risultato dell'operazione. Nella conferenza Tridente del maggio 1943 venne quindi stabilito di costruire la cosiddetta "strada di Ledo", che dall'Assam in India avrebbe dovuto ricongiungersi alla strada birmana della quale doveva utilizzare il tratto finale in territorio cinese.

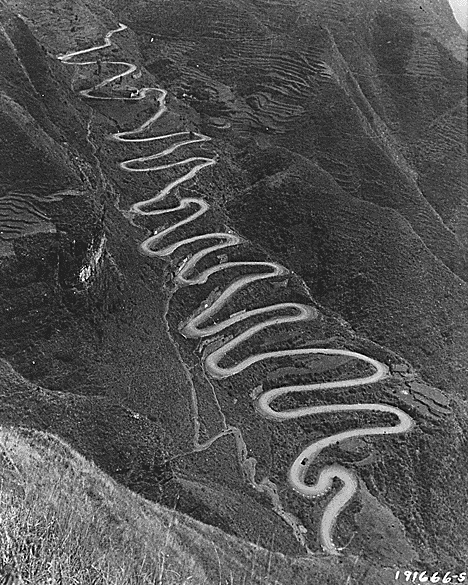
Un pezzo della strada di Ledo si snoda nei pressi di Qinglong, Guizhou, China. 1944-45.

La mancanza di risorse rese Anakim inattuabile e nella successiva conferenza, denominata Sestante, venne deciso che gli sforzi contro il Giappone sarebbero stati concentrati lungo due assi di avanzata attraverso il Pacifico, col teatro birmano relagato a ruolo secondario. In questo modo il progetto originario di far avanzare l'esercito cinese con l'appoggio aereo e logistico anglo-americano per minacciare il Giappone attraverso il Mar Giallo veniva a decadere. Lo stato maggiore statunitense decise quindi di continuare a fornire appoggio per aprire la strada di Ledo, ma anche di trasferire dei gruppi da bombardamento dotati di B-29 Superfortress in Cina, in modo da poter colpire il Giappone. Gli aeroporti da cui partivano queste missioni furono spesso oggetto di attacchi giapponesi ed in alcuni casi dovettero essere evacuati di fronte all'avanzata delle truppe terrestri nipponiche che l'esercito cinese non riusciva a contrastare. Infine i B-29 vennero trasferiti in India nel gennaio 1945, e due mesi dopo schierati a Saipan nel frattempo occupata, dalla quale ricominciarono a colpire il territorio giapponese.
Nel frattempo Stilwell, il cui rapporto con Chiang Kai-shek era ancora caratterizzato da forti contrasti, venne proposto dal presidente Roosevelt come comandante delle forze riunite Alleate in Cina, ma poi richiamato in patria proprio su richiesta di Chiang che non aveva accettato, Stilwell venne sostituito dal generale Albert Coady Wedemeyer nel ruolo di suo capo di stato maggiore e comandante delle forze statunitensi in Cina, affiancato dal generale Sultan che gestiva il settore India-Birmania che in precedenza era anche affidato a Stilwell. Infine i giapponesi dovettero cedere terreno in Birmania sotto la pressione dell'avanzata Alleata nel Pacifico, e solo per questo motivo le truppe inglesi e cinesi riuscirono ad avanzare nell'autunno 1944, congiungendosi il 27 gennaio 1945 sulla strada di Ledo, mentre in maggio veniva nuovamente occupata Rangoon.